# Kaple svatého Václava (Sedlec)
Kaple svatého Václava v Sedlci je sakrální stavba z roku 1801 stojící na návsi obce, která je místní částí Křešic. Kaple patří do majetku obce, která kapli nechala opravit díky peněžitému daru Jaroslava Bůžka, jak uvádí cedulka umístěná obcí po pravé straně vedle vchodu.

## Zasvěcení kaple
U kaple v Sedlci existuje otázka jejího zasvěcení. V historickém soupisu kaplí, soch a křížů farnosti Zahořany z roku 1835 se píše, že v Sedlci je kaple, v níž je oltářík Nejsvětější Trojice (tentýž motiv je spolu s reliéfem sv. Prokopa na zvonu), ale přesné zasvěcení neuvádí. Německé dílo Leitmeritz und das Böhmische Mittelgebirge z roku 1970 uvádí v jednoduchých chronologických heslech k jednotlivým obcím u Sedlce: „1788 – Kapelle St. Wenzel“. Není však zcela jasné, zdali je to zmínka o kapli, rok vystavění či jiný údaj.

## Architektura

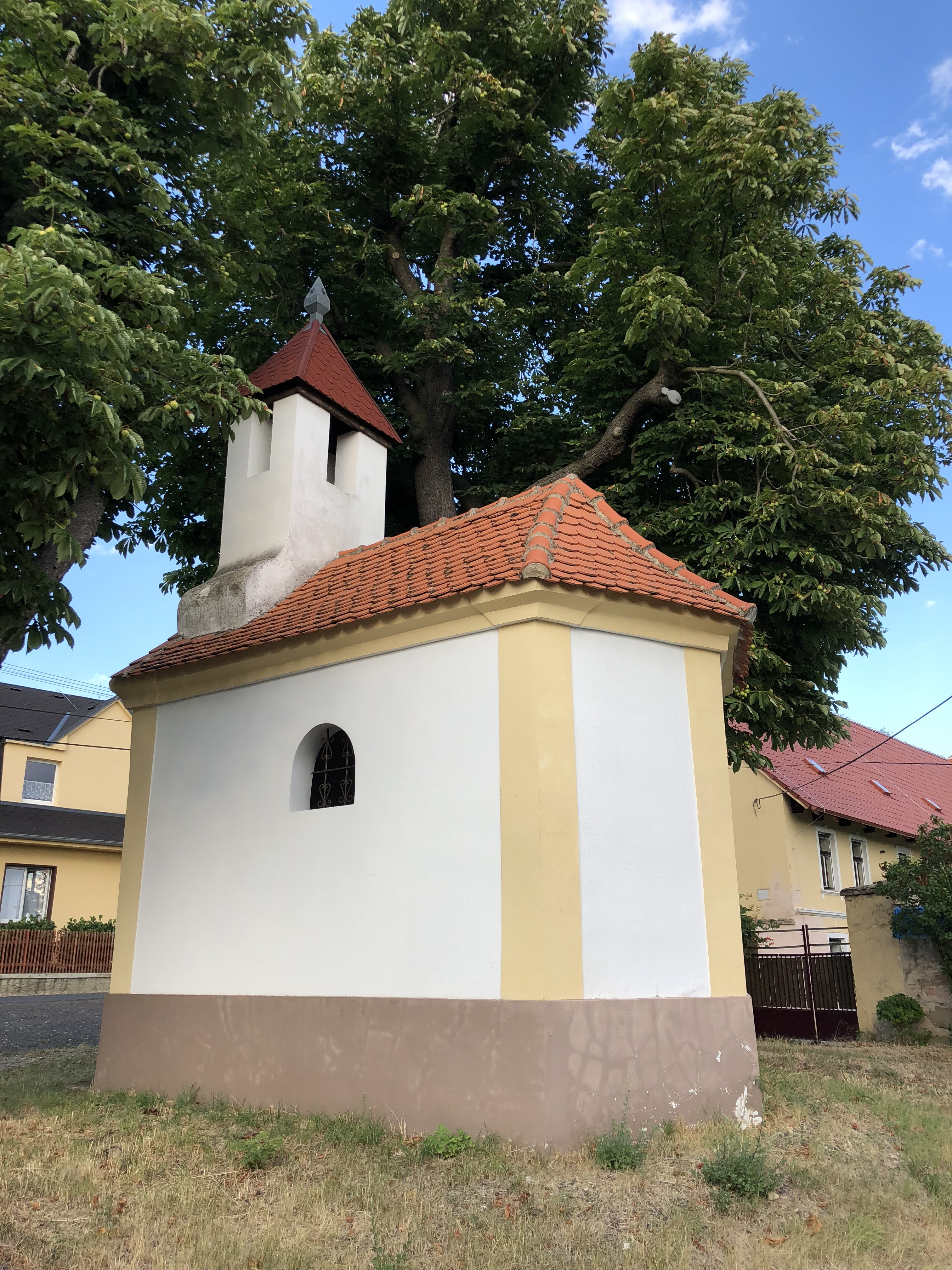
Závěr kaple v Sedlci

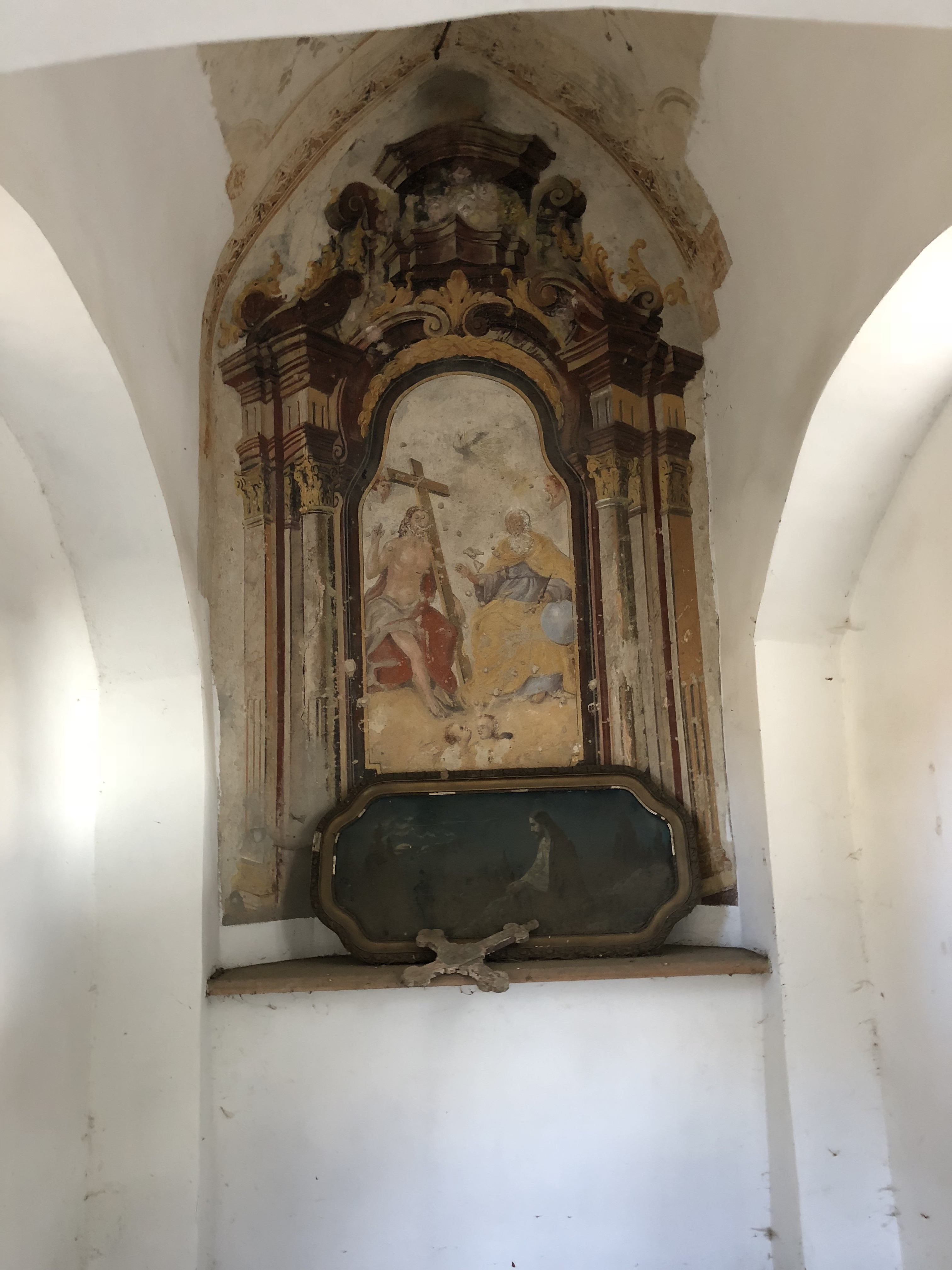
Malovaný oltářní obraz uvnitř kaple v Sedlci

Jedná se o obdélnou stavbu s hrotitým závěrem. Nad vchodem je nika a vzdutá římsa. V trojúhelném štítu se nachází obrácené štukové srdce. Na hřebenu střechy je novější zvonička.
Uvnitř je valená klenba do břitu. Rokokový namalovaný oltář Nejsvětější Trojice pochází od J. Klabana z roku 1930.

## Okolí obce
U vsi se nachází kaplička z 19. století. Je pilířová s trojúhelným štítkem. Má segmentově sklenutou niku s klenákem. Na rozcestí u čp. 24, vedle bývalé Süslichovy zájezdní hospody se nachází litinový křížek pseudogotických tvarů. Stojí na kamenné podstavci s pilastry a Božím okem.